# Kerstingiella
Kerstingiella là một chi thực vật có hoa trong họ Đậu.